# 蝴蝶灣

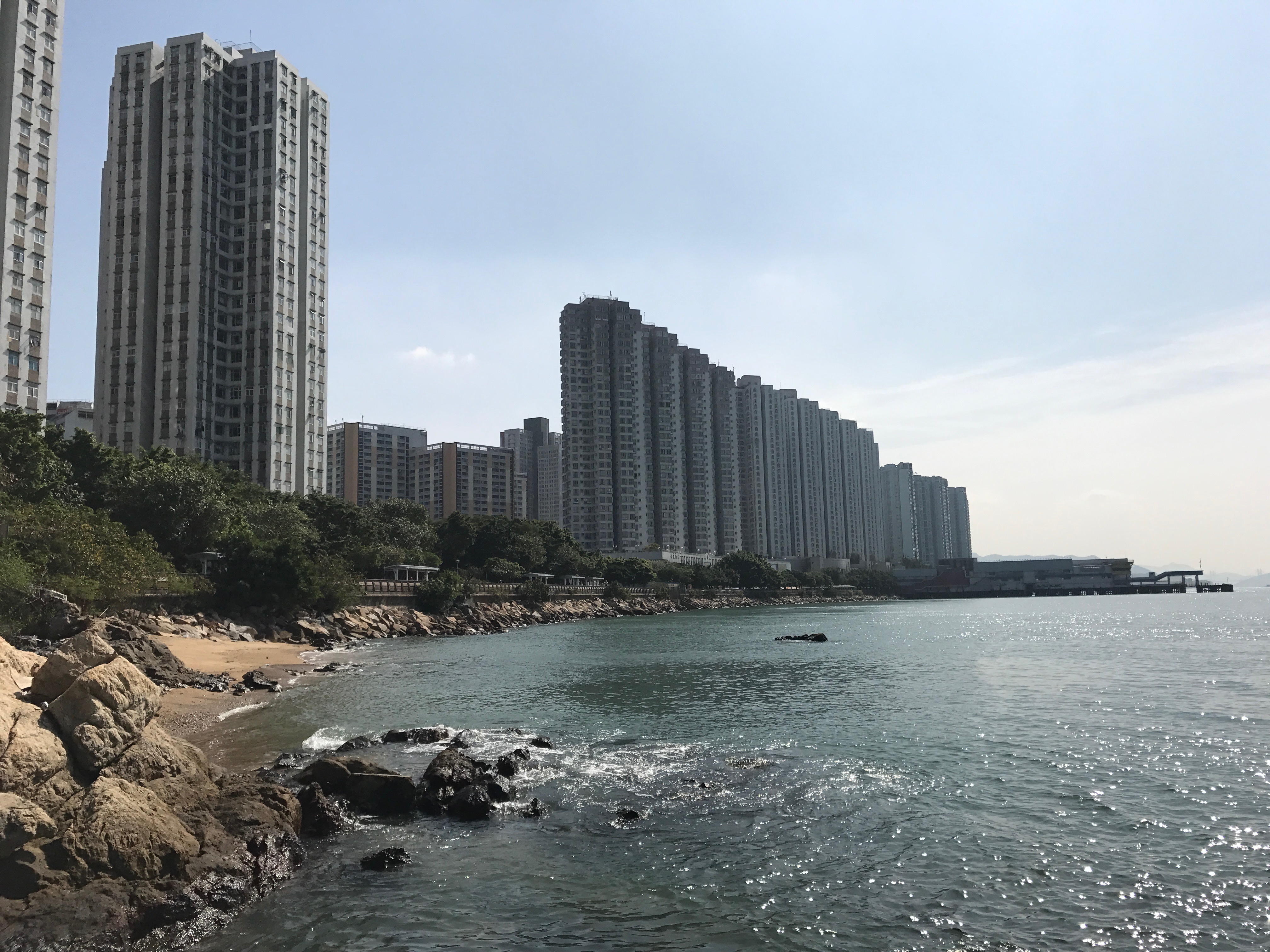
蝴蝶灣

蝴蝶灣（英語：Butterfly Beach）或稱屯門南（英語：Tuen Mun South）部分居民會理解為或又名屯門碼頭區，位於香港新界屯門區內的一個分區，東為屯門避風塘，南為屯門客運碼頭（簡稱：屯門碼頭）對出海峽，西為望后石近屯門至赤鱲角連接路出入口處，北為散石灣村及青山方向，即屯門新市鎮或現稱屯門市中心及屯門河的西南部，蝴蝶灣區內擁有很多完善康樂及文娛設施例如公園、泳灘、燒烤場、購物中心、社區中心及中小學校等。
蝴蝶灣在區內有一個同名為蝴蝶灣的游泳海灘，名為蝴蝶灣泳灘（Butterfly Beach），位於龍門路賽馬會屯門公眾騎術學校對面，東邊為湖翠路美樂花園及屯門客運碼頭方向，而游灘海域向南，西為望后石方向，北面則為龍門路泳灘之入口即蝴蝶灣公園方向，現為康樂及文化事務署轄下的泳灘。

## 蝴蝶灣泳灘
蝴蝶灣泳灘是屯門蝴蝶灣區內的一個泳灘，並與蝴蝶灣公園連接，也是屯門區內第二長海岸線的泳灘，所以除了青山灣黃金泳灘這邊，不少遊客在假日時也會常到蝴蝶灣泳灘暢泳消遣，另外大部分區內或居住在新界西的居民，若希望到海灘玩耍亦會選擇原區就近的泳灘，從而節省往來其他地區的交通時間和費用，例如可省往亦有很多著名泳灘的港島南區赤柱或西貢區等地的時間，直接到此原區海灘暢泳，泳灘地理位置環境優越及灘內設施相較於本港其他泳灘也毫不遜色，甚至有過之而無不及。

## 水質改善問題
屯門蝴蝶灣區內的海岸線是香港境內比較接近珠江口，加上水流方向等原因，所以很多時會有來自珠三角等地區的漂浮物或海上垃圾，隨著水流帶到區內的海岸線裏，加上鄰近望后石貨櫃碼頭（香港內河碼頭）或因屯門至赤鱲角連接路工程之影響，有使蝴蝶灣泳灘的水質污染指數一度被評為「欠佳」的級別，相信隨著屯門至赤鱲角連接路工程完成，加上政府改善措施之後水質問題會有待改善。

## 歷史
現蝴蝶灣一帶的區域在七十年代屯門新市鎮發展前則屬青山灣之西岸海域，該處是與屯門新市鎮或現稱屯門市中心在當年的填海工程而成，因地形與一片蝴蝶翼之型態相似及區內有一海灘名為蝴蝶灘從而得以其名，在未填海之前即現蝴蝶灣泳灘位置為海岸，舊稱為「白角」。

## 區議會議席分佈
為方便比較，以下列表以龍門路、龍富路交界至湖山路、龍門路交界的地區為範圍。
| 年度/範圍                  | 2000-2003 | 2004-2007 | 2008-2011 | 2012-2015 | 2016-2019 | 2020-2023 | 2024-2027  |
| -------------------------- | --------- | --------- | --------- | --------- | --------- | --------- | ---------- |
| 悅湖山莊、屯門湖康警察宿舍 | 悅湖選區  | 悅湖選區  | 悅湖選區  | 悅湖選區  | 悅湖選區  | 悅湖選區  | 屯門西選區 |
| 兆禧苑、邁亞美海灣及慧豐園 | 兆禧選區  | 兆禧選區  | 兆禧選區  | 兆禧選區  | 兆禧選區  | 兆禧選區  | 屯門西選區 |
| 湖景邨                     | 湖景選區  | 湖景選區  | 湖景選區  | 湖景選區  | 湖景選區  | 湖景選區  | 屯門西選區 |
| 兆山苑                     | 兆新選區  | 兆新選區  | 蝴蝶選區  | 蝴蝶選區  | 蝴蝶選區  | 蝴蝶選區  | 屯門西選區 |
| 蝴蝶邨                     | 蝴蝶選區  | 蝴蝶選區  | 蝴蝶選區  | 蝴蝶選區  | 蝴蝶選區  | 蝴蝶選區  | 屯門西選區 |
| 海翠花園、啟豐園及美樂花園 | 樂翠選區  | 樂翠選區  | 樂翠選區  | 樂翠選區  | 樂翠選區  | 樂翠選區  | 屯門西選區 |

註：以上主要範圍尚有其他細微調整（包括編號），請參閱有關區議會選舉選區分界地圖及條目。

## 鄰近
- 白角 (屯門)
- 蝴蝶灣泳灘
- 蝴蝶灣公園
- 蝴蝶邨
- 美樂站
- 蝴蝶站
- 屯門碼頭站
- 屯門碼頭

## 外部連結
- 康樂及文化事務署－蝴蝶灣泳灘 （页面存档备份，存于）

## 交通
於2013年路政署展開的我們未來的鐵路項目諮詢公眾，當中提及屯門南延綫，設有屯門南站。於2014年9月公佈的《鐵路發展策略2014》獲落實興建，初步預計將於2023年動工，2030年落成通車，屆時將會成為全港公眾泳灘中交通、道路及週邊，最為方便的泳灘，預料會更為有龐大的外區人流。
1. ↑  《鐵路發展策略2014 （页面存档备份，存于）》（第28-30、46頁），2014年9月，運輸及房屋局